# 아크로 트립
《아크로 트립》(일본어: アクロトリップ)은 사와타 요네가 지은 일본 만화다. 슈에이샤의 소녀 만화 잡지 《리본》에 2017년 3월호부터 2023년 1월호까지 연재되었다.

## 줄거리
다테 치즈코는 부모의 일로 안하여 전학를 반복해, 아무 일에도 흥미를 가지지 않았지만, 봇코리 거리에서 악의 조직 포사마그나와 싸우는 마법소녀 베리 블로섬을 보고, 그녀에게 열중한다. 베리는 연전연승하지만, 그것은 포사마그나가 너무 약하기 때문이었다. 치즈코는 포사마그나의 약점에 츳코미를 넣고 있었는데 그것을 총수 쿠로마가 듣고 참모로 스카우트된다. 베리를 더 빛나게 하고 싶은 치즈코는, 고민한 끝에 승낙. 동경의 마법소녀와 싸우는 길을 선택한다.

## 등장인물
다테 치즈코(伊達地図子)
성우 - 이토 미쿠
본작의 주인공. 베리 블로섬의 큰 팬. 어쩌다 크로마와 알게 되고, 정확한 분석력을 팔려 포사마그나에게 스카우트된다. 당초에 거절했지만, 악의 조직이 없으면 마법소녀의 화려한 활약을 볼 수 없다고 깨닫고, 참모로 포사마그나에 들어간다.
쿠로마(クロマ)
성우 - 시마자키 노부나가, 나가츠카 타쿠마(초등학생)
베리 블로섬과 적대 관계에 있는 악의 조직 포사마그나의 봇코리 거리 지부의 총수. 왠지 치즈코와 관련되어 버린다.
베리 블로섬(ベリーブロッサム)/노이치고 카쥬(乃苺佳寿)
성우 - 미나세 이노리
치즈코가 좋아하는 마법소녀. 악의 조직 '포사마그나'로부터 거리의 치안을 지키고 있다. 포사마그나에게는 마법을 사용하는 공격을 하지만 일반인 범죄자 상대로는 물리적인 공격을 한다.
마시로(マシロウ)
성우 - 카와니시 켄고
마법소녀 마스코트. 블로섬의 인기를 높이기 위하여 활동을 동영상 촬영하여 언론에 제보하고 있다.
오오미조 바류(大溝芭隆)
성우 - 모리쿠보 쇼타로]
현지 유명기업 '오오미조 테크니카'의 사장.
코코아(心亜)
성우 - 하나이 미하루
치즈코 일행의 마력에 흥미를 가지고 있는 아가씨.
츠키(月)
성우 - 사와시로 치하루
코코아의 측근.
휴(ヒュー)
성우 - 코야스 타케히토
포사마그나의 구성원. 갑옷과 가면으로 몸을 굳힌 거한. 실패를 계속하는 쿠로마를 바라본 본부로부터 신총수로부터 파견되었다.
다테 스이쿄(伊達翠京)
성우 - 소마 코이치
치즈코의 할아버지. 상냥한 인물로 집을 잃을 쿠로마를 집에 살게 하고 있다.
곰 괴인(クマ怪人)
성우 - 카메야마 유지
포사마그나의 전투원. 쿠로마가 만들어냈지만 쿠로마를 따르지 않을 때도 있다.

## 만화
| No. | 발매일          | ISBN              |
| --- | --------------- | ----------------- |
| 1   | 2018년 4월 25일 | 978-4-08-867498-8 |
| 2   | 2019년 4월 25일 | 978-4-08-867546-6 |
| 3   | 2020년 7월 22일 | 978-4-08-867583-1 |
| 4   | 2022년 2월 25일 | 978-4-08-867667-8 |
| 5   | 2023년 1월 25일 | 978-4-08-867698-2 |

## TV 애니메이션
2024년 10월부터 12월까지 TOKYO MX 등에서 방송되었다.

### 스태프
- 원작 - 사와타 요네
- 감독 - 코타케 아유무
- 시리즈 구성 - 이노즈메 신이치
- 캐릭터 디자인 - 카와무라 토시에
- 서브 캐릭터 디자인 - 토쿠다 켄로
- 프롭 디자인 - 쿠보카와 에리코
- 미술 디자인 - 후지세 토모야스
- 미술 감독 - 카와사키 미와
- 색채 설계 - 하세가와 미호
- 촬영 감독 - 키다 켄토
- 편집 - 야나기 케이스케
- 음향 감독 - 타나카 료
- 음향 제작 - Ai Addiction
- 음악 - TECHNOBOYS PULCRAFT GREEN-FUND
- 음악 제작 - 킹레코드
- 기획 프로듀스 - 카네이와 모토코, 와다 쇼타
- 프로듀서 - 후지이 타카히로, 니나가와 유키나, 코가 이쿠미, 나카토미 마사히토, 코니시 유키, 세키 요시코, 오자와 후미히로
- 애니메이션 프로듀서 - 오오타카 타케오
- 애니메이션 제작 - Voil
- 제작 - 아크로 트립 제작위원회(카와무라 진, 에나토 켄지, 후지오 아키후미, 소가 메구미)

### 주제가
フラーグム
미나세 이노리에 의한 오프닝 테마. 작사는 카노에 라나, 작곡·편곡은 시라토 유스케.
リバーシブルベイベー
카노에 라나에 의한 엔딩 테마. 작사·작곡은 카노에 라나, 편곡은 키쿠야 토모키.

### 에피소드 목록
| 화수 | 제목                   | 각본            | 그림 콘티                   | 연출                        | 작화 감독 | 총작화 감독          | 방송일          |
| ---- | ---------------------- | --------------- | --------------------------- | --------------------------- | --- | -------------------- | --------------- |
| #1   | はじまりエンカウント   | 이노즈메 신이치 | 코타케 아유무               | 코타케 아유무 후카세 시게루 | 야마나카 마사히로 미야니시 타마코 하카마타 유지 토쿠다 켄로                                                                        | 카와무라 토시에      | 2024년 10월 2일 |
| #2   | ゴートゥー悪の道       | 이노즈메 신이치 | 고토 야스노리               | 고토 야스노리               | 하카마타 유지 야마나카 마사히로 미야니시 타마코                                                                                    | 토쿠다 켄로          | 10월 9일        |
| #3   | 推しにもしもし         | 이노우에 미오   | 아시노 요시하루             | 후카세 시게루 오노다 유스케 | 미야니시 타마코 야마모토 유키 야기 모토키 타키자와 마유 하카마타 유지 이시카와 타케토모 김정림 여정민 황유선                       | 미야니시 타마코      | 10월 16일       |
| #4   | ずぶぬれレイニーﾃﾞｲ    | 시라도 나츠미   | 이시카와 타케토모           | 이시카와 타케토모           | 이시카와 타케토모 | 카와무라 토시에 린와 | 10월 23일       |
| #5   | 暗雲アンノウン         | 이노우에 미오   | 후카세 시게루               | 후카세 시게루               | 하카마타 유지 야마나카 마사히로 야기 모토키 야마모토 유키 西原馨海                                                                 | 토쿠다 켄로          | 10월 30일       |
| #6   | 魔法DE無法             | 이노즈메 신이치 | 코지나 히로시               | 오노다 유스케               | 야기 모토키 하카마타 유지 히나타 마사키 야마모토 유키                                                                              | 토쿠다 켄로          | 11월 6일        |
| #7   | 眞嶋くんと玄実くん     | 시라도 나츠미   | 스즈키 카오루 마이카게      | 스즈키 카오루               | 하카마타 유지 히나타 마사키 야기 모토키 西原馨海                                                                                   | 토쿠다 켄로          | 11월 13일       |
| #8   | いちゃもん悶々         | 이노즈메 신이치 | 고토 야스노리               | 고토 야스노리               | 야기 모토키 하카마타 유지 히나타 마사키                                                                                            | 토쿠다 켄로          | 11월 20일       |
| #9   | ワナビーイケてる悪     | 이노우에 미오   | 사사키 노리요               | 이와타 요시히코             | 요시다 류야 | 토쿠다 켄로          | 11월 27일       |
| #10  | ジャイアント着電       | 시라도 나츠미   | 타카야나기 시게히토         | 타카야나기 시게히토         | 이시카와 타케토모 하카마타 유지 야마모토 유키 타카세 켄이치                                                                        | 토쿠다 켄로          | 12월 4일        |
| #11  | ばったりストレンジャー | 이노즈메 신이치 | 무라키 카즈타카             | 후카세 시게루               | 김정림 박상호 | 미야니시 타마코      | 12월 11일       |
| #12  | 悪路ミーツガール       | 이노즈메 신이치 | 아시노 요시하루 노부타 유우 | 나카노 츠요시 코타케 아유무 | 이시카와 타케토모 야마모토 유키 타케다 이츠코 오쿠타니 슈코 야마나카 마사히로 타카세 켄이치 호리사와 사토시 노리오카 유미 西原馨海 | 토쿠다 켄로          | 12월 18일       |